# Faustball-Europameisterschaft der Frauen 2008
Die 10. Faustball-Europameisterschaft der Frauen fand 2008 in Karlsdorf (Deutschland) gleichzeitig mit der Europameisterschaft 2008 für U21-Mannschaften statt. Deutschland war zum dritten Mal Ausrichter der Faustball-Europameisterschaft der Frauen.

## Vorrunde
| Rang | Team        | Sätze | Ballverh. | Punkte |
| ---- | ----------- | ----- | --------- | ------ |
| 1.   | Deutschland | 6:2   | 93:77     | 4:0    |
| 2.   | Schweiz     | 4:5   | 87:84     | 2:2    |
| 3.   | Österreich  | 3:6   | 81:100    | 0:4    |

Spielergebnisse
| 27.09.2008 | Österreich  | – | Schweiz    | 2:3 | (11:9, 3:11, 8:11, 11:7, 9:11) |
| 27.09.2008 | Deutschland | – | Österreich | 3:1 | (14:15, 11:5, 11:5, 15:14)     |
| 27.09.2008 | Deutschland | – | Schweiz    | 3:1 | (11:9, 9:11, 11:9, 11:9)       |

## Halbfinale
Der Sieger der Vorrunde war direkt für das Finale qualifiziert, der Zweite und der Dritte spielten im Halbfinale um den Finaleinzug.
| 28.09.2008 | Schweiz | – | Österreich | 3:0 | (12:10, 11:4, 14:12) |

## Finale
| 28.09.2008 | Deutschland | – | Schweiz | 3:2 | (14:12, 11:13, 11:3, 4:11, 11:4) |

## Platzierungen
| Rang | Land        |
| ---- | ----------- |
| 1.   | Deutschland |
| 2.   | Schweiz     |
| 3.   | Österreich  |